# Natus Vincere (Counter-Strike)
Подразделение украинской киберспортивной организации Natus Vincere по игре Counter-Strike основано в 2009 году. В 2010 году команда по игре Counter-Strike 1.6 впервые в истории мирового киберспорта выиграла три главных турнира за один год — Intel Extreme Masters, Electronic Sports World Cup и World Cyber Games 2010. На мейджор-турнирах по Counter-Strike: Global Offensive состав NAVI три раза доходил до финала (Cluj-Napoca 2015, MLG Columbus 2016 и FACEIT Major 2018), пока не стал чемпионом PGL Major Stockholm 2021.
В 2024 году команда выиграла свой второй мейджор-турнир (и первый в истории по Counter-Strike 2) — PGL CS2 Major Copenhagen 2024.

## Создание команды
Команда была основана 17 декабря 2009 года. После распада украинского проекта KerchNET, поддержку бывшим игрокам команды оказал известный меценат и организатор киберспортивных турниров Мурат «Арбалет» Жумашевич. Новая команда получила название «Arbalet.UA». В её состав вошли харьковчане Даниил «Zeus» Тесленко и Иоанн «Edward» Сухарёв, киевлянин Сергей «starix» Ищук, Арсений «Ceh9» Триноженко из Львова и Егор «markeloff» Маркелов из Днепра. Менеджером команды стал Александр «ZeroGravity» Кохановский из Киева.
31 января 2010 года Arbalet.UA побеждает в турнире Arbalet Cup Asia 2010, дважды обыграв китайцев из TyLoo и в финале взяв верх над ForZe 16:5 (inferno).
В феврале был объявлен конкурс на лучшее название команды. К тому времени этот состав выступал под клантегами «Arbalet.UA», а также «Na`Vi». Голосование проходило на сайте hltv.org, где было оставлено более 2000 комментариев. Победителем стал португалец Bruno «hArt1k» Estevens, предложивший название «Team Vincit», производным от которого стало финальное название «Natus Vincere» (с лат. — «рождённые побеждать»), позволившее оставить тег без изменений — «Na`Vi».
В конце 2012 года команда Natus Vincere перешла в новую дисциплину — Counter-Strike: Global Offensive.

## Counter-Strike 1.6

### Победа на Intel Extreme Masters 4
6 марта 2010 года Natus Vincere становится чемпионом мира и зарабатывает 50 000 $, победив в гранд-финале четвёртого сезона Intel Extreme Masters шведскую команду Fnatic: 16:13 (train), 16:14 (inferno). Интересно, что первые матчи квалификации начались ещё в сентябре 2009 года, и команда играла под другим названием (KerchNET) и с другими игроками, из которых в состав чемпионов мира входил лишь starix.
В апреле 2010 года в новом игровом центре «Киев Киберспорт Арена» в Киеве состоялся шоу-турнир с участием команд Na`Vi, Fnatic, SK Gaming и UNITED. Каждая из команд играла с каждой на пяти картах. Турнир прошёл в течение трёх игровых дней, а победа и приз 12 000 $ достались украинцам из Na`Vi.

### Победа на ESWC 2010
После неудачного выступления на Arbalet Cup СНГ 2010 (4 место) команда решает пропустить следующий крупный турнир ASUS Winter 2010, чтобы подготовиться к Arbalet Cup и украинским отборочным ESWC. Тем не менее, в середине мая 2010 года Na`Vi успевают занять второе место в престижном турнире Arbalet Cup Europe 2010 (Стокгольм), проиграв в финале Fnatic и заработав 10 000 $ призовых. В конце концов, Na`Vi побеждают в ESWC Ukraine.
В финальной части ESWC команда попала в наивысший посев наряду с SK Gaming, Fnatic и mTw.dk. 4 июля 2010 года Natus Vincere добилась лучшего достижения в истории украинского киберспорта, став победителем чемпионата мира по версии ESWC (чего ранее не удавалось ни одной команде СНГ), разгромив в финале SK Gaming: 16:5 (train) и 16:4 (inferno). По ходу турнира, команда, лишь благодаря везению, вышла из группы, но сумела обыграть в плей-офф Fnatic и mTw.dk.
После победы в чемпионате мира Natus Vincere анонсировали участие в двух турнирах Arbalet Cup Dallas (Даллас) и GameGune 2010 (Бильбао). 18 июля 2010 года Na`Vi побеждают в турнире Arbalet Cup Dallas, обыграв в финальном матче Mousesports: 19:15 (dust2), 16:12 (inferno). После получения полагающихся победителю 25 000 $ команда выходит на первое место по количеству призовых, заработанных европейскими коллективами за год. На следующих турнирах команда занимает третьи места: GameGune 2010 и Extreme Masters — Shanghai.

### Победа на World Cyber Games 2010
15 августа Na`Vi выигрывают украинские отборочные на World Cyber Games и получают оплаченную путёвку на финальную часть, проходящую в Лос-Анджелесе с 30 сентября по 3 октября 2010 года.
Следующим турниром для Natus Vincere становится ASUS Summer 2010, на который команда получила прямое приглашение. Турнир стал первым из серии ASUS Open, проводящимся за пределами России, в киевском игровом центре «Киев Киберспорт Арена». В полуфинале Na`Vi проигрывают казахской команде k23, и в итоге занимают третье место.
4 октября 2010 года Natus Vincere становятся чемпионами мира по версии World Cyber Games, обыграв в напряжённом финале датскую команду mTw.dk. Эта победа делает Na`Vi первой командой в мире, которой удалось завоевать сразу три самых престижных чемпионских титула (IEM, ESWC, WCG) за один год. В конце октября 2010 года комментатор ESL TV Бакр «KinGSaicx» Фадль заявил, что SK Gaming собираются пригласить на место своего шведского состава украинскую команду, однако менеджер Natus Vincere опроверг информацию о переходе.
В начале ноября 2010 года Natus Vincere принимают участие в турнире World e-Sports Masters (WEM 2010), ежегодно собирающем лучшие команды со всего мира в китайском городе Ханчжоу. Среди восьми участников турнира Na`Vi занимают четвёртое место, завоевав 7500 $.

### Победа на DreamHack Winter 2010
С 25 по 27 ноября 2010 года в шведском городе Йёнчёпинг прошла одна из крупнейших европейских LAN party DreamHack Winter 2010. Для участия в турнире по Counter-Strike Natus Vincere пришлось пропустить совпадающий по срокам проведения крупнейший российский турнир ASUS Autumn 2010. После выхода в плей-офф Na`Vi последовательно обыграли команды puta, fnatic и Frag eXecutors, а в финале не оставили шансов датчанам из mTw.dk, став победителями турнира. За четыре матча плей-офф украинцы проиграли лишь один «тайм» — команде fnatic на появившейся впервые карте de_mirage. Сергей «Starix» Ищук был признан лучшим игроком турнира.
После победы в этом турнире команда установила очередной рекорд, заработав за год 220 000 $ (по другим данным — чуть более 215 000 $). Предыдущее достижение принадлежало шведскому коллективу fnatic, заработавшему в 2009 году 189 000 $ (до них лучшими были также шведы из SK Gaming — 183 000 $ в 2003 году).

### Победа на Intel Extreme Masters 5
5 марта 2011 года в Ганновере Natus Vincere отстаивает титул чемпионов мира по версии Intel Extreme Masters и зарабатывает 35 000 $, победив в гранд-финале польскую команду Frag eXecutors: 16:12 (train), 16:10 (dust2). Из выигрыша команды было вычтено 4550 $ (13 % от общей суммы) в качестве штрафа за нарушение правил.

### Последний состав команды по CS 1.6
В период игры Counter-Strike версии 1.6 состав команды ни разу не менялся. Свою роль поменял менеджер Александр «ZeroGravity» Кохановский, а его место занял Игорь «caff» Сидоренко. В конце 2012 года все игроки перешли в новую тогда дисциплину — Counter-Strike: Global Offensive.
|                                           | Ник                                       | Полное имя                                |
| Состав с декабря 2009 по ноябрь 2012 года | Состав с декабря 2009 по ноябрь 2012 года | Состав с декабря 2009 по ноябрь 2012 года |
| ----------------------------------------- | ----------------------------------------- | ----------------------------------------- |
| Украина                                   | Zeus                                      | Даниил Тесленко                           |
| Украина                                   | ceh9                                      | Арсений Триноженко                        |
| Украина                                   | Edward                                    | Иоанн Сухарев                             |
| Украина                                   | starix                                    | Сергей Ищук                               |
| Украина                                   | markeloff                                 | Егор Маркелов                             |

### Достижения CS 1.6
| Место | Турнир                              | Место проведения | Дата проведения     | Призовые      |
| 2010  | 2010                                | 2010             | 2010                | 2010          |
| ----- | ----------------------------------- | ---------------- | ------------------- | ------------- |
| 1     | Arbalet Asia                        | Алматы           | 30 — 31 января      | $10 000       |
| 1     | IEM IV World Championship Finals    | Ганновер         | 2 — 6 марта         | $50 000       |
| 1     | Arbalet Cup Ukraine                 | Киев             | 3 апреля            | $3 000        |
| 1     | Arbalet Cup Best of Four            | Киев             | 9 — 11 апреля       | $12 000       |
| 2     | Arbalet Cup Europe                  | Стокгольм        | 14 — 16 мая         | $10 000       |
| 1     | ESWC 2010                           | Париж            | 30 июня — 4 июля    | $36 000       |
| 1     | Arbalet Cup Dallas 2010             | Даллас           | 16 — 18 июля        | $25 000       |
| 3     | GameGune 2010                       | Бильбао          | 22 — 24 июля        | $4 000        |
| 3     | Extreme Masters: Shanghai           | Шанхай           | 29 июля — 1 августа | $5 000        |
| 3     | ASUS Summer 2010                    | Киев             | 28 — 29 августа     | $3 000        |
| 1     | World Cyber Games 2010              | Лос-Анджелес     | 1 — 4 октября       | $25 000       |
| 1     | Dreamhack Winter 2010               | Йёнчёпинг        | 25 — 27 ноября      | $28 200       |
| 2011  |                                     |                  |                     |               |
| 1     | IEM V World Championship Finals     | Ганновер         | 1 — 5 марта         | $30 450       |
| 1     | Intel Challenge Super Cup #7        | Киев             | 19 — 20 марта       | $5 000        |
| 1     | OSPL Spring 2011                    | Алматы           | 3 апреля            | $5 400        |
| 1     | ASUS Spring 2011                    | Киев             | 28 — 29 мая         | $4 430        |
| 3     | DreamHack Summer 2011               | Йёнчёпинг        | 18 — 20 июня        | $1 602        |
| 1     | Adepto BH Open                      | Сараево          | 24 — 26 июня        | 6 000 €       |
| 3     | GameGune 2011                       | Бильбао          | 22 — 24 июля        | 3 000 €       |
| 3     | ASUS Summer 2011                    | Киев             | 13 — 14 августа     | 27 500 рублей |
| 3     | e-STARS Seoul 2011                  | Сеул             | С 19 по 21 августа  | $9 200        |
| 2     | Samsung European Championship 2011  | Варшава          | С 7 по 9 октября    | $10 000       |
| 2     | ESWC 2011                           | Париж            | 22 — 24 октября     | $6 000        |
| 3     | Dreamhack Winter 2011               | Йёнчёпинг        | 24 — 26 ноября      | $4 275        |
| 2012  |                                     |                  |                     |               |
| 1     | IEM VI Global Challenge Kiev        | Киев             | 19 — 22 января      | $16 000       |
| 2     | Kingston Trilogy Tour 2012          | Стамбул          | 4 февраля           | $1 000        |
| 2     | IEM VI World Championship Finals    | Ганновер         | 6 — 10 марта        | $20 000       |
| 1     | TECHLABS Cup Russia 2012            | Москва           | 18 марта            | $10 000       |
| 2     | Copenhagen Games 2012               | Копенгаген       | 6 — 7 апреля        | 4 700 €       |
| 2     | TECHLABS Cup Belarus showmatch 2012 | Минск            | 23 мая              | $1 300        |
| 2     | DreamHack Summer 2012               | Йёнчёпинг        | 17 — 18 июня        | $3 630        |
| 2     | GameGune 2012                       | Бильбао          | 27 — 29 июля        | 6 000 €       |
| 2     | TECHLABS Cup Ukraine 2012           | Киев             | 29 сентября         | $3 000        |
| 2     | Pro Gamer Series Exponor 2012       | Порту            | 10 — 14 октября     | 4 000 €       |

Полужирным отмечены чемпионаты мира.

#### Рекордные призовые
Сумма призовых в 2012 году — 387 320 $ (по состоянию на 7 апреля 2012), что является рекордом за всю историю профессионального Counter-Strike. Предыдущие рекорды принадлежали шведским командам SK Gaming (183 000 $ в 2003 году) и fnatic (189 000 $ в 2009 году).

#### Рейтинг игроков
По результатам 2010 года сайт HLTV.org составил рейтинг 20 лучших игроков в Counter-Strike, первое место в котором получил Егор «markeloff» Маркелов. Сергей «Starix» Ищук занял 4-е место, Иван «Edward» Сухарев — 5-е, а капитан команды Даниил «Zeus» Тесленко, помимо 19-го места, получил звание «Лучшего капитана года».

## Counter-Strike: Global Offensive

### 2012 год
В конце 2012 года весь состав команды Counter-Strike перешёл на новую игровую дисциплину. В феврале 2013 года состоялось первое боевое крещение на лан-турнире в Вене. Первые медали ребята выиграли в апреле того же года на финалах пятого сезона SLTV StarSeries в Киеве.

### 2013 год

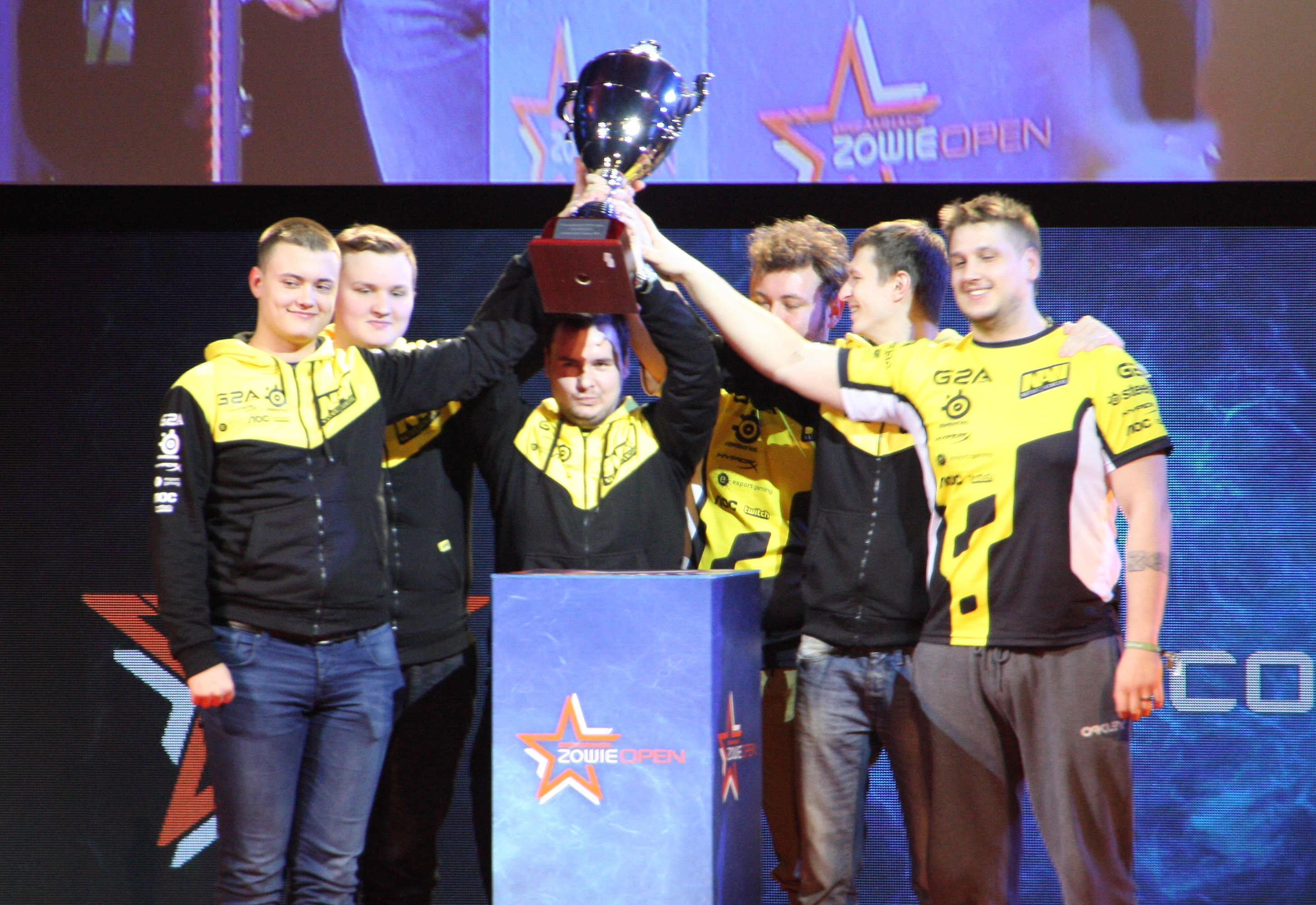
NAVI — победители DreamHack Open Leipzig 2016

В августе 2013 года в составе команды произошли серьёзные изменения, команду покинул Егор Маркелов. После небольшой паузы, менеджмент команды принял решение и пригласил двух игроков из России — Дениса Костина и Антона Колесникова, младшего брата Алексея Колесникова. Основными задачами поставленными перед составом были сыгранность и стабильность. Однако коллектив не смог показать хороших результатов и после DreamHack Winter 2013 в команде снова произошли изменения.
9 декабря 2013 года команду покинули Арсений Триноженко и Антон Колесников. Триноженко заявил, что покидая команду, он останется в проекте Natus Vincere.

### 2017 год
28 июля 2017 года организация исключила Ладислава «GuardiaN» Ковача и Дениса «seized» Костина из основного состава по Counter-Strike: Global Offensive. Контракты игроков выставлены на трансфер. Главной причиной исключения игроков стало неудовлетворительное выступление команды на PGL Major Kraków 2017. На турнире в Польше Natus Vincere не смогли попасть в сетку плей-офф и впервые за три года лишились статуса «Легенд».
9 августа 2017 года Даниил «Zeus» Тесленко перешёл в Natus Vincere после года выступлений за Gambit Esports. В стартовый состав также вернулся Денис «seized» Костин, которого выставляли на трансфер после результата команды на PGL Major Kraków 2017.
17 октября 2017 года появились слухи об исключении Дениса «seized» Костина из основного состава Na’Vi. На следующий день организация подтвердила эту информацию. 6 ноября 2017 года стало известно, что Денис «electronic» перешёл с команды FlipSid3 Tactics в Natus Vincere. На следующем же Major турнире Na’Vi вышли в полуфинал, а затем в финалы ещё нескольких крупных турниров. Летом 2018 Na’Vi выиграли 3 турнира подряд, включая ESL One Cologne. Игрок команды Александр «s1mple» Костылев за этот промежуток 6 раз удостаивался звания MVP.

### 2019 год
28 мая 2019 года Иоанн «Edward» Сухарев был заменён на Кирилла «BoombI4» Михайлова. 29 мая 2019 года Edward стал частью Winstrike Team на правах аренды. 7 сентября 2019 года у Edward истёк срок аренды, и он вернулся в Na’Vi.
14 сентября 2019 года Даниил «Zeus» Тесленко и Михаил «kane» Благин покинули Na’Vi.
20 сентября 2019 года к составу присоединился Ладислав «GuardiaN» Ковач, Андрей «B1ad3» Городенский стал тренером.

### 2020 год
24 января 2020 года Natus Vincere подписали Илью «Perfecto» Залуцкого в состав, Ладислав «GuardiaN» Ковач был отправлен на скамейку запасных. После подписания молодого таланта, команда дебютировала на ICE Challenge 2020,где заняла второе место. Уже на следующем турнире, главном турнире зимнего периода и одном из самых престижных турниров, IEM Katowice 2020,они одержали победу. Александр «S1mple» Костылев стал лучшим игроком турнира, получив заветную медаль, а Boombl4 и Perfecto выиграли свой первый крупный турнир.

### 2021 год
В 2021 году команда Natus Vincere впервые стала победителем мейджор-турнира PGL Major Stockholm 2021, став при этом единственной командой, выигравшей мейджор без единой проигранной карты. С победой на турнире команду поздравил президент Украины Владимир Зеленский, а также некоторые депутаты Государственной думы.
Лучшая киберспортивная команда 2021 года по мнению HLTV.

### 2022 год
PGL Major Antwerp 2022 команда провела достаточно хорошо, она сразу прошла в этап «Легенд», где сначала одолела G2 Esports со счётом 19:17 в формате Best of 1, затем победила BIG со счётом 16:8, а в решающем матче одолела Ninjas in Pyjamas со счётом 2:1 в формате Best of 3, тем самым обеспечив себе место в плей-офф.
В 1/4 финала Natus Vincere победили Heroic — 2:1, в полуфинале справились с ENCE — 2:0, но в финале не смогли одолеть FaZe Clan, поэтому вновь заняли второе место на данном турнире.
29 мая 2022 года Кирилл Михайлов покинул состав Natus Vincere, как объявлено, в связи с репутационными рисками команды.
3 июня 2022 года к составу присоединился Виктор Оруджев «sdy», также известен как «somedieyoung», встав на место стрелка вместо Дениса «electronic» Шарипова, ставшего капитаном.
После вторжения России в Украину оба российских игрока — сначала Perfecto, а потом Electronic — отказались от выступления под российским флагом: в декабре 2022 года они попросили заменить его на нейтральный в киберспортивном википроекте Liquipedia.
Natus Vincere заняла второе место в рейтинге лучших команд 2022 года по версии HLTV.

### 2023 год
30 июня 2023 года состав покинули Денис «electronic» Шарипов, Илья «Perfecto» Залуцкий и Андрей «npl» Кухарский.
В сентябре 2023 года команда перешла в дисциплину Counter Strike 2.

#### Последний состав команды по CS:GO
| Флаг                      | Ник             | Полное имя         | Роль            | Присоединился    |
| Основной состав           | Основной состав | Основной состав    | Основной состав | Основной состав  |
| ------------------------- | --------------- | ------------------ | --------------- | ---------------- |
| Флаг Финляндии            | Aleksib         | Алекси Виролайнен  | Капитан         | 30 июня 2023     |
| Флаг Украины              | s1mple          | Александр Костылев | Снайпер         | 4 августа 2016   |
| Украина                   | b1t             | Валерий Ваховский  | Стрелок         | 8 декабря 2020   |
| Флаг Литвы                | jL              | Юстинас Лекавичюс  | Стрелок         | 30 июня 2023     |
| Флаг Румынии              | iM              | Иван Михай         | Стрелок         | 30 июня 2023     |
| Тренер                    |                 |                    |                 |                  |
| Украина                   | B1ad3           | Андрей Городенский | Тренер          | 20 сентября 2019 |
| Руководство подразделения |                 |                    |                 |                  |
| Россия                    | LK-             | Александр Лемешев  | Менеджер        |                  |

#### Прежние тренеры
| Флаг    | Ник    | Полное имя      | Присоединился  | Покинул          | Перешёл в           |
| ------- | ------ | --------------- | -------------- | ---------------- | ------------------- |
| Украина | kane   | Михаил Благин   | 9 августа 2017 | 14 сентября 2019 | The Incas           |
| Украина | Andi   | Андрей Прохоров | 10 марта 2017  | 9 августа 2017   | Gambit Esports      |
| Украина | starix | Сергей Ищук     | 17 марта 2015  | 10 марта 2017    | Team Spirit (Игрок) |

#### Прежние игроки
| Флаг        | Ник                | Полное имя         | Роль    | Присоединился    | Покинул          | Перешёл в              |
| ----------- | ------------------ | ------------------ | ------- | ---------------- | ---------------- | ---------------------- |
| Украина     | npl                | Андрей Кухарский   | Стрелок | 31 декабря 2022  | 30 июня 2023     | B8                     |
| Флаг России | electronic         | Денис Шарипов      | Капитан | 6 ноября 2017    | 30 июня 2023     | Cloud9                 |
| Флаг России | Perfecto           | Илья Залуцкий      | Стрелок | 24 января 2020   | 30 июня 2023     | Cloud9                 |
| Украина     | sdy                | Виктор Оруджев     | Стрелок | 3 июня 2022      | 30 декабря 2022  | Monte                  |
| Россия      | Boombl4            | Кирилл Михайлов    | Капитан | 28 мая 2019      | 1 января 2023    | 1WIN                   |
| Россия      | flamie             | Егор Васильев      | Стрелок | 17 марта 2015    | 16 сентября 2021 | 1WIN                   |
| Словакия    | GuardiaN           | Ладислав Ковач     | Снайпер | 20 сентября 2020 | 12 февраля 2021  | Trident Clan           |
| Украина     | Edward             | Иоанн Сухарев      | Стрелок | 9 декабря 2013   | 31 декабря 2019  | selectah!              |
| Украина     | Zeus               | Даниил Тесленко    | Капитан | 9 августа 2017   | 14 сентября 2019 | Завершил карьеру       |
| Россия      | seized             | Денис Костин       | Стрелок | 20 августа 2013  | 14 января 2018   | Gambit Esports         |
| Словакия    | GuardiaN           | Ладислав Ковач     | Снайпер | 9 декабря 2013   | 3 августа 2017   | FaZe Clan              |
| Украина     | Zeus               | Даниил Тесленко    | Капитан | 4 ноября 2012    | 12 октября 2016  | Gambit Gaming          |
| Украина     | starix             | Сергей Ищук        | Стрелок | 4 ноября 2012    | 17 марта 2015    | Natus Vincere (Тренер) |
| Россия      | kibaken, tonyblack | Антон Колесников   | Стрелок | 20 августа 2013  | 9 декабря 2013   | USSR Team              |
| Украина     | ceh9               | Арсений Триноженко | Стрелок | 4 ноября 2012    | 9 декабря 2013   | Завершил карьеру       |
| Украина     | Edward             | Иоанн Сухарев      | Стрелок | 4 ноября 2012    | 19 июля 2013     | Astana Dragons         |
| Украина     | markeloff          | Егор Маркелов      | Снайпер | 4 ноября 2012    | 18 июля 2013     | Astana Dragons         |

### Достижения CS:GO
| Место | Турнир                                           | Место проведения | Дата проведения          | Призовые    |
| 2013  | 2013                                             | 2013             | 2013                     | 2013        |
| ----- | ------------------------------------------------ | ---------------- | ------------------------ | ----------- |
| 3     | SLTV StarSeries V                                | Киев             | март — апрель            | 2500 $      |
| 2     | SLTV StarSeries VI                               | Киев             | 4 — 7 июля               | 3000 $      |
| 2     | Prague Challenge                                 | Прага            | 13 — 14 июля             | 3000 €      |
| 3     | DreamHack Bucharest 2013                         | Бухарест         | 14 — 15 сентября         | 1500 $      |
| 3     | TECHLABS Cup 2013 Grand Final                    | Москва           | 16 — 17 ноября           | 3500 $      |
| 9—16  | DreamHack Winter 2013                            | Йёнчёпинг        | 28 — 30 ноября           | 2000 $      |
| 2     | SLTV StarSeries VIII                             | Киев             | 20 — 22 декабря          | 4000 $      |
| 2014  |                                                  |                  |                          |             |
| 1     | SLTV StarSeries IX                               | Киев             | 2 — 4 мая                | 14 000 $    |
| 2     | DreamHack Summer 2014                            | Йёнчёпинг        | 15 — 17 июня             | 5000 $      |
| 2     | IronGaming                                       | Остин            | 6 — 7 июля               | 2000 $      |
| 5—8   | ESL One Cologne 2014                             | Кёльн            | 14 — 17 августа          | 10 000 $    |
| 2     | SLTV StarSeries X                                | Киев             | 30 — 31 августа          | 7000 $      |
| 1     | Game Show CS:GO League Finals                    | Москва           | 3 — 5 октября            | 12 000 $    |
| 2     | SLTV StarSeries Season XI Finals                 | Киев             | 18 — 19 октября          | 7000 $      |
| 4     | ESWC 2014                                        | Париж            | 30 октября — 2 ноября    | 5000 $      |
| 3     | Dreamhack Winter 2014                            | Йёнчёпинг        | 27 — 29 ноября           | 22 000 $    |
| 2015  |                                                  |                  |                          |             |
| 5—8   | ESL One Katowice 2015                            | Катовице         | 11 — 15 марта            | 10 000 $    |
| 1     | ESL Pro League 2014/2015. LAN Finals             | Кёльн            | 10 — 12 апреля           | 15 000 $    |
| 3     | Fragbite Masters Season 4                        | Стокгольм        | 6 — 7 июня               | 11 000 $    |
| 2     | DreamHack Summer 2015                            | Йёнчёпинг        | 13 — 15 июня             | 6000 $      |
| 1     | SLTV StarSeries S XIII LAN Finals                | Киев             | 19 — 21 июня             | 22 000 $    |
| 1     | ESWC 2015                                        | Монреаль         | 10 — 12 июля             | 30 000 $    |
| 3     | FACEIT League 2015 Stage 2 Finals                | Валенсия         | 16 — 18 июля             | 16 250 $    |
| 2     | CEVO Professional Season 7 Finals                | Коламбус         | 25 — 27 июля             | 20 250 $    |
| 1     | Dreamz Media’s CS:GO Champions League            | online           | 11 августа               | 15 000 $    |
| 5—8   | ESL One Cologne 2015                             | Кёльн            | 20 — 22 августа          | 10 000 $    |
| 2     | Gaming Paradise 2015                             | Порторож         | 9 сентября               | 15 000 $    |
| 2     | DreamHack Open Cluj-Napoca 2015                  | Клуж-Напока      | 28 октября — 1 ноября    | 50 000 $    |
| 1     | IEM San Jose 2015                                | Сан-Хосе         | 23 ноября                | 56 250 $    |
| 2     | ESL ESEA Pro League S2                           | Кёльн            | 13 — 15 декабря          | 50 000 $    |
| 2016  |                                                  |                  |                          |             |
| 2     | SL i-league StarSeries S XIV                     | Минск            | 13 — 17 января           | 40 000 $    |
| 1     | DreamHack Leipzig 2016                           | Лейпциг          | 18 — 24 января           | 50 000 $    |
| 3     | IEM Katowice 2016                                | Катовице         | 4 — 6 марта              | 23 000 $    |
| 1     | Counter Pit League S2                            | Сплит            | 17 — 19 марта            | 40 000 $    |
| 2     | MLG Columbus 2016                                | Колумбус         | 29 марта — 3 апреля      | 150 000 $   |
| 2     | DreamHack Masters Malmö 2016                     | Мальмё           | 12 — 17 апреля           | 50 000 $    |
| 5—8   | ESL One Cologne 2016                             | Кёльн            | 5 — 10 июля              | 35 000 $    |
| 1     | ESL One New York 2016                            | Нью-Йорк         | 30 сентября — 2 октября  | 125 000 $   |
| 3     | EPICENTER: Moscow                                | Москва           | 17 — 23 октября          | 40 000 $    |
| 2017  |                                                  |                  |                          |             |
| 5—8   | ELEAGUE Major: Atlanta 2017                      | Атланта          | 22 — 29 января           | 35 000 $    |
| 3     | SL i-League StarSeries Season 3 Finals           | Киев             | 4 — 9 апреля             | 25 000 $    |
| 2     | Adrenaline Cyber League 2017                     | Москва           | 18 июня                  | 25 000 $    |
| 3     | ESL One Cologne 2017                             | Кёльн            | 4 — 9 июля               | 20 885 $    |
| 12—14 | PGL Major Krakow 2017                            | Краков           | 16 — 23 июня             | 8750 $      |
| 1     | DreamHack Open Winter 2017                       | Йёнчёпинг        | 1 — 3 декабря            | 50 000 $    |
| 2018  |                                                  |                  |                          |             |
| 3     | ELEAGUE Major: Boston 2018                       | Атланта, Бостон  | 19 — 28 января           | 70 000 $    |
| 2     | StarSeries i-League Season 4                     | Киев             | 17 — 25 февраля          | 50 000 $    |
| 2     | DreamHack Masters Marseille 2018                 | Марсель          | 18 — 22 апреля           | 50 000 $    |
| 3     | ESL Pro League Season 7 Finals                   | Даллас           | 15 — 20 мая              | 55 000 $    |
| 1     | StarSeries i-League Season 5                     | Киев             | 28 мая — 3 июня          | 125 000 $   |
| 1     | CS:GO Asia Championships 2018                    | Шанхай           | 14 — 18 июня             | 150 000 $   |
| 1     | ESL One Cologne 2018                             | Кёльн            | 3 — 8 июля               | 125 000 $   |
| 3     | ELEAGUE CS:GO Premier 2018                       | Атланта          | 21 — 29 июля             | 80 000 $    |
| 2     | FACEIT Major: London 2018                        | Лондон           | 12 — 23 сентября         | 150 000 $   |
| 2     | EPICENTER 2018                                   | Москва           | 23 — 28 октября          | 75 000 $    |
| 1     | BLAST Pro Series: Copenhagen 2018                | Копенгаген       | 2 — 3 ноября             | 125 000 $   |
| 2     | BLAST Pro Series: Lisbon 2018                    | Лиссабон         | 14 — 15 декабря          | 50 000 $    |
| 2019  |                                                  |                  |                          |             |
| 3     | IEM Katowice 2019                                | Катовице         | 13 февраля — 3 марта     | 70 000 $    |
| 1     | StarSeries & i-League CS:GO Season 7             | Шанхай           | 30 марта — 7 апреля      | 250 000 $   |
| 3     | ESL One: Cologne 2019                            | Кёльн            | 2 — 7 июля               | 22 000 $    |
| 5—8   | StarLadder Berlin Major 2019                     | Берлин           | 23 августа — 8 сентября  | 35 000 $    |
| 3     | DreamHack Masters Malmö 2019                     | Мальмё           | 1 — 6 октября            | 22 000 $    |
| 3     | BLAST Pro Series: Copenhagen 2019                | Копенгаген       | 1 — 2 ноября             | 25 000 $    |
| 3     | ESL Pro League S10: Finals                       | Оденсе           | 3 — 8 декабря            | 40 000 $    |
| 2020  |                                                  |                  |                          |             |
| 1     | BLAST Premier: Spring Series 2020 Regular Season | Лондон           | 31 января — 16 февраля   | 50 000 $    |
| 2     | ICE Challenge 2020                               | Лондон           | 1 — 6 февраля            | 50 000 $    |
| 1     | IEM Katowice 2020                                | Катовице         | 24 февраля — 1 марта     | 250 000 $   |
| 2     | ESL Pro League Season 12 Europe                  | Онлайн           | 1 сентября — 4 октября   | 54 000 $    |
| 3     | IEM Season XV — Global Challenge                 | Онлайн           | 15 — 20 декабря          | 50 000 $    |
| 2021  |                                                  |                  |                          |             |
| 1     | BLAST Premier Global Final 2020                  | Онлайн           | 19 — 24 января           | 600 000 $   |
| 1     | DreamHack Masters Spring 2021                    | Онлайн           | 29 апреля — 9 мая        | 100 000 $   |
| 2     | BLAST Premier: Spring Finals 2021                | Онлайн           | 15 — 20 июня             | 85 000 $    |
| 1     | IEM Season XVI — Cologne                         | Кёльн            | 8 — 18 июля              | 400 000 $   |
| 1     | ESL Pro League Season 14                         | Онлайн           | 16 августа — 12 сентября | 195 000 $   |
| 2     | IEM Season XVI — Fall: CIS                       | Онлайн           | 29 сентября — 3 октября  | 12 000 $    |
| 1     | PGL Major Stockholm 2021                         | Стокгольм        | 26 октября — 7 ноября    | 1 000 000 $ |
| 1     | BLAST Premier: Fall Finals 2021                  | Копенгаген       | 24 — 28 ноября           | 225 000 $   |
| 1     | BLAST Premier: World Final 2021                  | Копенгаген       | 14 — 19 декабря          | 500 000 $   |
| 2022  |                                                  |                  |                          |             |
| 3—4   | IEM Katowice 2022                                | Катовице         | 15 — 28 февраля          | 80 000 $    |
| 2     | PGL Major Antwerp                                | Антверпен        | 9 — 23 мая               | 150 000 $   |
| 1     | BLAST Spring Finals 2022                         | Лиссабон         | 15 — 20 июня             | 200 000 $   |
| 2     | IEM Cologne 2022                                 | Кёльн            | 7 — 17 июля              | 180 000 $   |
| 1     | BLAST Premier Fall Groups 2022                   | Копенгаген       | 19 — 28 августа          | 27 500 $    |
| 5—8   | IEM Rio Major 2022                               | Рио-Де-Жанейро   | 5 — 13 ноября            | 45 000 $    |
| 2023  |                                                  |                  |                          |             |
| 3—4   | IEM Katowice 2023                                | Катовице         | 4 — 12 февраля           | 80 000 $    |

Полужирным отмечены мейджор-турниры.

## Counter Strike 2
Осенью 2023 года, после релиза Counter Strike 2 (состоялся 27 сентября 2023 года) команда Natus Vincere перешла в новую дисциплину.
26 октября 2023 года Александр «s1mple» Костылев объявил о временной приостановке профессиональной карьеры. На его место был подписан 18-летний игрок из Украины Игорь «w0nderful» Жданов.
31 января 2024 года NAVI прекратили работу с менеджером Александром «LK-» Лемешевым, работавшим с командой с 2022 года. В марте-апреле 2024 года менеджером команды являлся Дмитрий «Sp1keY» Чернецкий, а с 1 апреля 2024 года менеджером основного состава стала Ольга «ollie» Новак, которая ранее 2 года работала с женским CS-составом NAVI Javelins.
31 марта 2024 года состав NAVI по CS2 выиграл первый в истории этой дисциплины мейджор-турнир (и второй мейджор-турнир в истории организации) — PGL CS2 Major Copenhagen 2024. В финале турнира со счетом 2:1 была обыграна команда FaZe Clan. Лучшим игроком (MVP) турнира был признан игрок NAVI Юстинас «jL» Лекавичюс. Призовые команды составили $500 000.
21 июля 2024 года NAVI выиграли турнир по CS 2 в рамках Кубка мира по киберспорту (Esports World Cup), обыграв в финале со счетом 2:1 команду G2 Esports. Лучшим игроком (MVP) турнира (по версии HLTV) был признан игрок Валерий «b1t» Ваховский. Призовые команды составили $400 000.
18 августа 2024 года NAVI вышли в гранд-финал третьего крупного турнира по CS 2 подряд — IEM Cologne 2024, где уступили Team Vitality со счетом 3:1.
22 сентября 2024 года NAVI выиграли ESL Pro League Season 20, обыграв в финале со счетом 3:2 команду Eternal Fire. Лучшим игроком (MVP) турнира стал Юстинас «jL» Лекавичюс. Призовые команды составили $170 000.
29 сентября 2024 года NAVI вышли в финал BLAST Premier Fall Finals 2024, уступив в финале со счетом 3:1 команде G2 Esports. Призовые команды составили $85 000.
13 октября 2024 года NAVI вышли в финал шестого крупного турнира подряд — IEM в Рио-де-Жанейро. В нем они сразились с командой MOUZ, обыграв её со счетом 3:1. Лучшим игроком (MVP) турнира по мнению организаторов стал Юстинас «jL» Лекавичюс, а портал HLTV назвал лучшим Ивана «iM» Михая. Призовые команды составили 100 000 $.
8 июля 2025 Юстинас «jL» Лекавичюс взял перерыв от профессионального киберспорта, его место занял Дрин «makazze» Шакири, который 30 июня был переведён из NAVI Junior в основной состав на роль замены.
28 июля 2025 года NAVI спустя 9 лет пребывания в команде (в том числе последних двух лет в инактиве) покинул Александр «s1mple» Костылев. Игрока выкупила команда BC.Game Esports. Подробности сделки не разглашаются, по слухам, NAVI запрашивали за игрока $650 000.

#### Состав команды по CS2
| Флаг                      | Ник             | Полное имя         | Роль            | Присоединился    |
| Основной состав           | Основной состав | Основной состав    | Основной состав | Основной состав  |
| ------------------------- | --------------- | ------------------ | --------------- | ---------------- |
| Флаг Финляндии            | Aleksib         | Алекси Виролайнен  | Капитан         | 30 июня 2023     |
| Флаг Украины              | w0nderful       | Игорь Жданов       | Снайпер         | 31 октября 2023  |
| Украина                   | B1t             | Валерий Ваховский  | Стрелок         | 8 декабря 2020   |
| Флаг Республики Косово    | makazze         | Дрин Шакири        | Стрелок         | 30 июня 2025     |
| Флаг Румынии              | iM              | Иван Михай         | Стрелок         | 30 июня 2023     |
| Тренер                    |                 |                    |                 |                  |
| Украина                   | B1ad3           | Андрей Городенский | Тренер          | 20 сентября 2019 |
| Руководство подразделения |                 |                    |                 |                  |
| Литва                     | bondie          | Артем Бондаренко   | Менеджер        |                  |

#### Запасные игроки
| Флаг    | Ник | Полное имя        | Роль    | Присоединился   | Перешёл в запас (инактив) | В аренде в командах |
| ------- | --- | ----------------- | ------- | --------------- | ------------------------- | ------------------- |
| Украина | npl | Андрей Кухарский  | Стрелок | 30 декабря 2022 | 30 июня 2023              | B8 Esports          |
| Литва   | JL  | Юстинас Лекавичюс | Стрелок | 30 июня 2023    | 8 июля 2025               |                     |

### Достижения CS2
| Место | Турнир                         | Место проведения | Дата проведения | Призовые  |
| 2024  | 2024                           | 2024             | 2024            | 2024      |
| ----- | ------------------------------ | ---------------- | --------------- | --------- |
| 1     | PGL CS2 Major Copenhagen 2024  | Копенгаген       | 17—31 марта     | 500 000 $ |
| 1     | Esports World Cup 2024         | Эр-Рияд          | 17—21 июля      | 400 000 $ |
| 2     | IEM Cologne 2024               | Кёльн            | 7—18 августа    | 180 000 $ |
| 1     | ESL Pro League Season 20       | Сент-Джулианс    | 3—22 сентября   | 170 000 $ |
| 2     | BLAST Premier Fall Finals 2024 | Копенгаген       | 25—29 сентября  | 85 000 $  |
| 1     | Intel Extreme Masters Rio 2024 | Рио-де-Жанейро   | 7—13 октября    | 100 000 $ |
| 2025  |                                |                  |                 |           |
| 5—8   | BLAST.tv Austin Major 2025     | Остин            | 3—22 июня       | 45 000 $  |

Полужирным отмечены мейджор-турниры

#### Рекордные призовые
После победы на PGL CS2 Major Copenhagen 2024 подразделение NAVI по Counter-Strike стало первым в мире среди киберспортивных команд, заработавшим в дисциплине более $10 млн призовых.